# 大口昭彦
大口 昭彦（おおぐち あきひこ、1944年11月13日 - ）は、日本の弁護士。
兵庫県神戸市出身。早稲田大学政治経済学部除籍、京都大学経済学部卒業。全共闘の先駆けとなった早大闘争で知られる早稲田大学全学共闘会議議長。

## 人物
1959年、神戸市立飛松中学校卒業。中学時代より剣道を始める。兵庫県立長田高等学校卒業。
1963年、早稲田大学政治経済学部入学。反帝学評、社青同解放派の活動家として活躍。学生会館管理問題にからみ、政治経済学部長室を封鎖した折、上野俊樹（立命館大学名誉教授）、堀口健治（早稲田大学元副総長）ら共産党系（代々木系）により封鎖解除され一時対立関係にあったが、その後対革マルとの関係で協調した。
ちなみに、この早大全学共闘会議には、代々木系の法学部学友会（小林和委員長、小林は後に家永教科書裁判闘争を長らく担った）、教育学部自治会なども参加した。
1968年、早大革マル派が解放派の早大からの追放を呼号して、テロルを仕掛けた際に頭部に負傷。2度にわたる逮捕を経て早稲田大学から除籍処分を受け、1970年京都大学入学、1974年京都大学経済学部卒業、1978年司法試験合格。1981年司法修習終了、弁護士登録（登録番号17364）33期。現在、人権派弁護士として活動している。
同派出身のジャーナリスト大谷昭宏や、当時法学部学友会の代々木派活動家であった作家の宮崎学とは学生時代からの友人。早稲田大学では、解放派と代々木派はともに認め合う親しい関係にもあった。代々木派内には、革マルのテロルから解放派を防衛しようとの動きもあった。三派連合（中核派、ブント、社青同解放派）の中核派活動家であった彦由常宏とは自他共に認める仲であり剣術を磨きあった。
2000年11月7日、第二東京弁護士会から戒告処分を受ける。交通事故死をめぐる損害賠償請求の民事訴訟に関して、依頼人に説明せず勝手に請求額を引き下げ、損害賠償請求権の時効消滅を招いたことなどがその理由であった。
2009年第二次三一書房争議において、弁護団長を務める。
2010年、麻生邸見学ツアー逮捕事件国家賠償請求弁護団に参加。救援連絡センター運営委員を務める。